# 원태경
원태경(1958년 1월 21일 ~ )은 대한민국 강원도의회 의원이다.

## 학력
- 강원대학교 경영행정대학원 행정학과 졸업(행정학 석사)

## 경력
- 청소년강원연맹부장
- 춘천경실련 시민상담소 전문위원
- 한국방송통신대학 강원도 총학생회장
- 김유정문학촌 사무국장
- 2010.07 ~ 2014.06: 제8대 강원도의회 의원 (초선, 춘천시 제3선거구)
- 2018.07 ~ 2022.06: 제10대 강원도의회 의원 (재선, 춘천시 제3선거구)

## 역대 선거 결과
|  | 23.27% |

|  | 20.88% |

|  | 45.89% |

|  | 47.11% |

|  | 56.52% |

|  | 43.53% |